# NGC 3334
NGC 3334 é uma galáxia lenticular (S0) localizada na direcção da constelação de Leo Minor. Possui uma declinação de +37° 18' 45" e uma ascensão recta de 10 horas, 41 minutos e 31,1 segundos.
A galáxia NGC 3334 foi descoberta em 17 de Março de 1787 por William Herschel.